# Natternkopf-Wurmlattich
Natternkopf-Bitterkraut (Helminthotheca echioides), auch Wurmlattich genannt, ist eine Pflanzenart aus der Gattung Helminthotheca innerhalb der Familie der Korbblütler (Asteraceae).

## Beschreibung

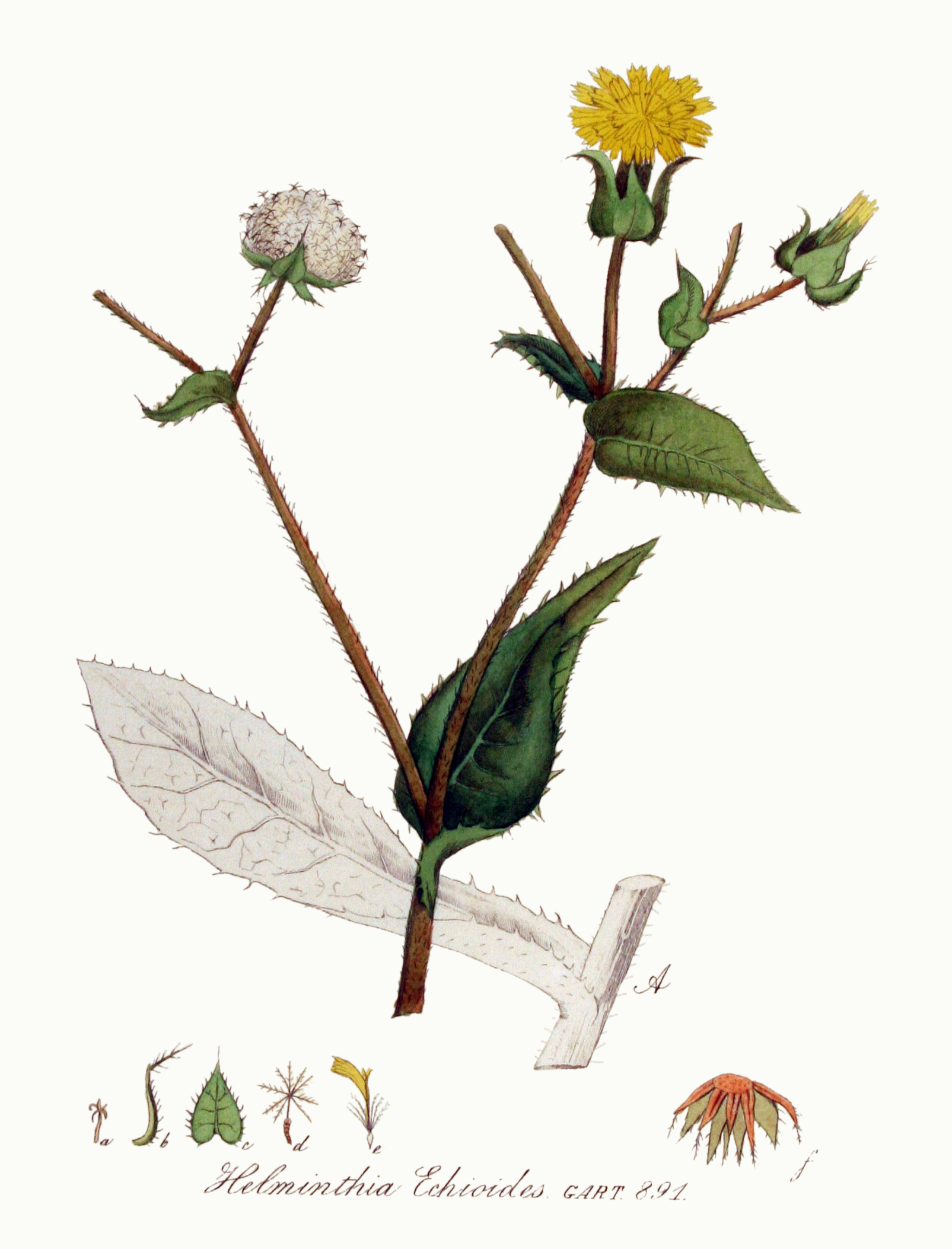
Illustration aus Flora Batava, Band 12

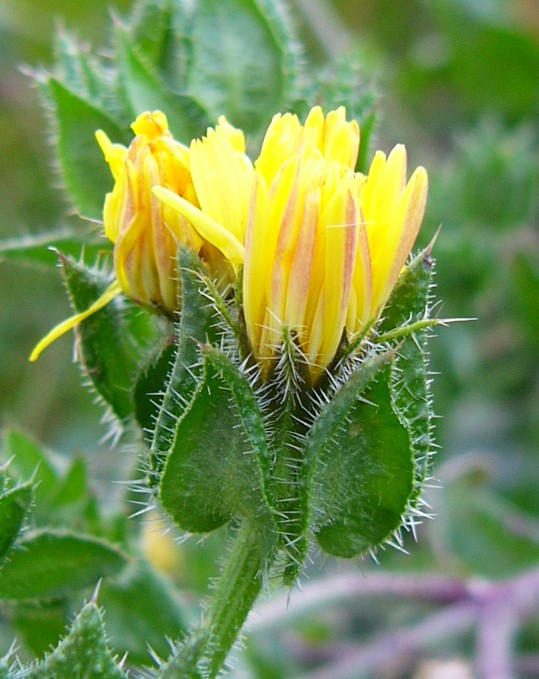
Blütenkorb

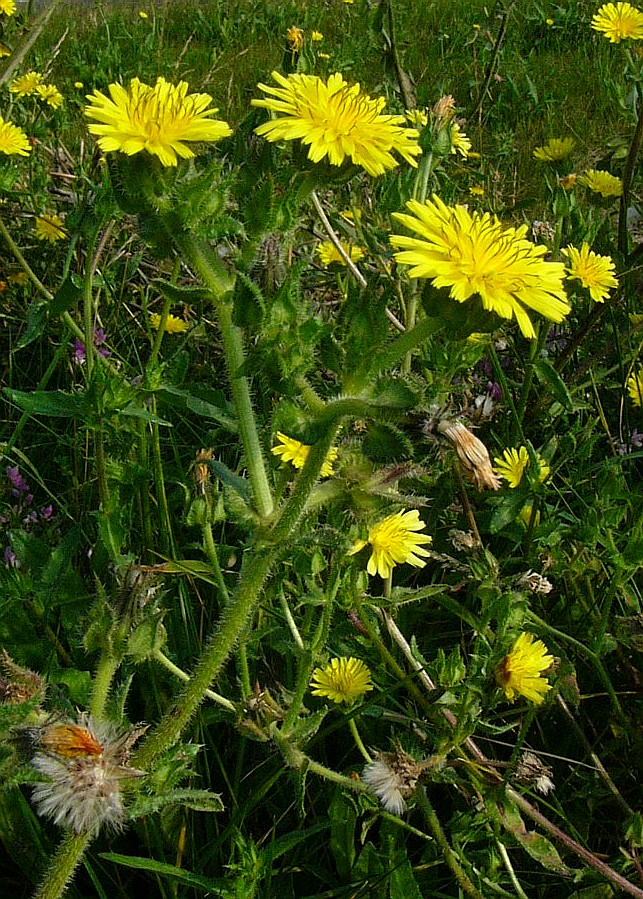
Gesamtblütenstand

### Vegetative Merkmale
Beim Natternkopf-Bitterkraut handelt es sich um eine einjährige, krautige Pflanze, die meist Wuchshöhen von 30 bis 80 Zentimetern erreicht. Der aufrechte, verzweigte Stängel ist borstig ungleich lang behaart. Die unteren Laubblätter sind eiförmig-länglich, in den Stiel verschmälert, buchtig gezähnt oder leierförmig fiederspaltig. Die oberen Laubblätter sind eher länglich bis lanzettlich, gezähnt und mit abgerundetem bis herzförmigen Grund sitzend.  Die Laubblätter tragen auf kleinen weißen Pusteln wachsende Borstenhaare, die zum Teil mit Widerhaken besetzt sind.

### Generative Merkmale
Die Blütezeit liegt vorwiegend in den Monaten Juni bis August. Die Blütenkörbe stehen endständig an den Verzweigungen des trugdoldigen Gesamtblütenstandes. Alle Hüllblätter sind mit steifen Borsten begrannt. Die auffallend großen, breiten, ei- bis herzförmigen Außenhüllblätter sind fast so lang wie die inneren, die jedoch viel schmaler und nur 1,5 Millimeter breit sind. Die inneren Hüllblätter tragen auf dem Rücken unter dem Ende einen ziemlich langen fingerförmigen Fortsatz. Die Blütenkörbe enthalten nur gelbe Zungenblüten, wobei die randständigen außen oft purpurfarben überlaufen sind. Die lang geschnäbelten Achänen, die einen federigen Pappus besitzen, wachsen im inneren Teil des Körbchens gerade, während die äußeren gekrümmt sind. Die inneren Achänen sind kahl, braun und querrunzelig, die äußeren Achänen sind weißlich, auf der Bauchseite zottig und auf dem Rücken kahl.
Die Chromosomenzahl beträgt 2n = 10.

## Ökologie
Als Blütenbesucher wurden Holzbienen beobachtet.

## Vorkommen
Der Natternkopf-Wurmlattich ist ein in Mitteleuropa in Ausbreitung befindlicher Neophyt.
Helminthotheca echioides wächst in Mitteleuropa in Unkrautgesellschaften, an Ufern, auf Äckern, an Dämmen und zwischen Schutt. Häufig findet man Helminthotheca echioides auch an Weg- und Straßenrändern. Sie kommt meist in Pflanzengesellschaften der Verbände Sisymbrion oder Agropyro-Rumicion vor.
Die ursprüngliche Heimat von Helminthotheca echioides ist der Mittelmeerraum. Das gesamte Verbreitungsgebiet reicht aber von Nordafrika und den Kanarischen Inseln bis zur Krim, der Türkei und dem Iran. Auch in Australien und in Nord- und Südamerika kommt Helminthotheca echioides als Neophyt vor.
In Deutschland ist Helminthotheca echioides sehr zerstreut, besonders im mittleren und südlichen Teil. Sie ist jedoch in Ausbreitung begriffen. In Österreich und der Schweiz ist das Natternkopf-Bitterkraut selten und meist unbeständig im gesamten Gebiet zu finden.
Die ökologischen Zeigerwerte nach Landolt et al. 2010 sind in der Schweiz: Feuchtezahl F = 3 (mäßig feucht), Lichtzahl L = 4 (hell), Reaktionszahl R = 3 (schwach sauer bis neutral), Temperaturzahl T = 4+ (warm-kollin), Nährstoffzahl N = 4 (nährstoffreich), Kontinentalitätszahl K = 2 (subozeanisch).
Durch regelmäßige Verschleppung der Samen kann sich Helminthotheca echioides auch außerhalb des Mittelmeergebiets durchsetzen, wobei im west- und mitteleuropäischen Raum von einer festen Einbürgerung gesprochen werden darf.

## Taxonomie
Die Erstveröffentlichung erfolgte 1753 unter dem Namen (Basionym) Picris echioides durch Carl von Linné in Species Plantarum, Tomus II, S. 792. Die Neukombination zu Helminthotheca echioides (L.) Holub wurde 1973 durch Josef Ludwig Holub in Folia Geobotanica et Phytotaxonomica, Band 8, 2, Seite 176 veröffentlicht. Synonyme sind Helminthia echioides (L.) Gaertn., Picris humifusa Willd. und Helminthia pratensis Chevall.

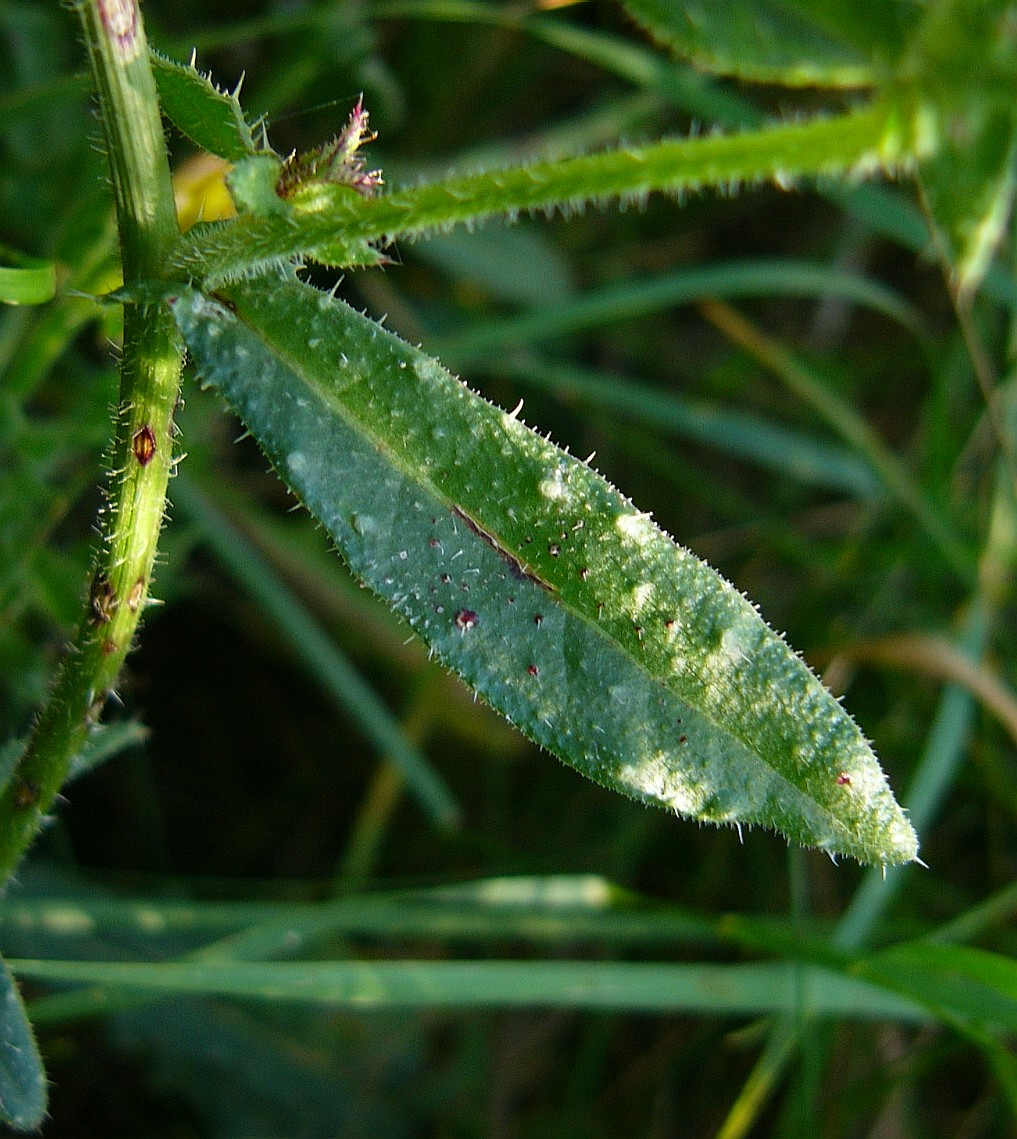
Laubblatt
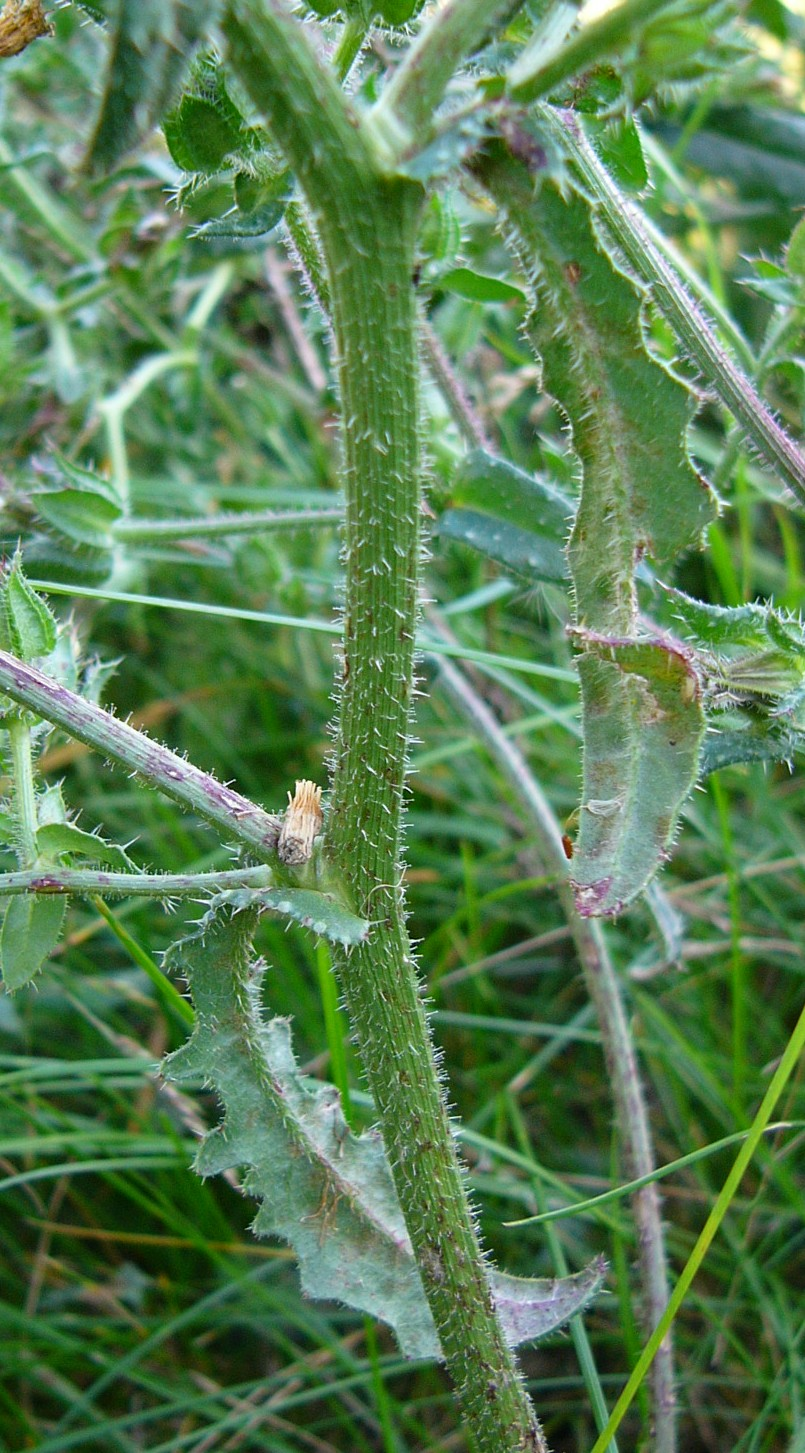
Stängel
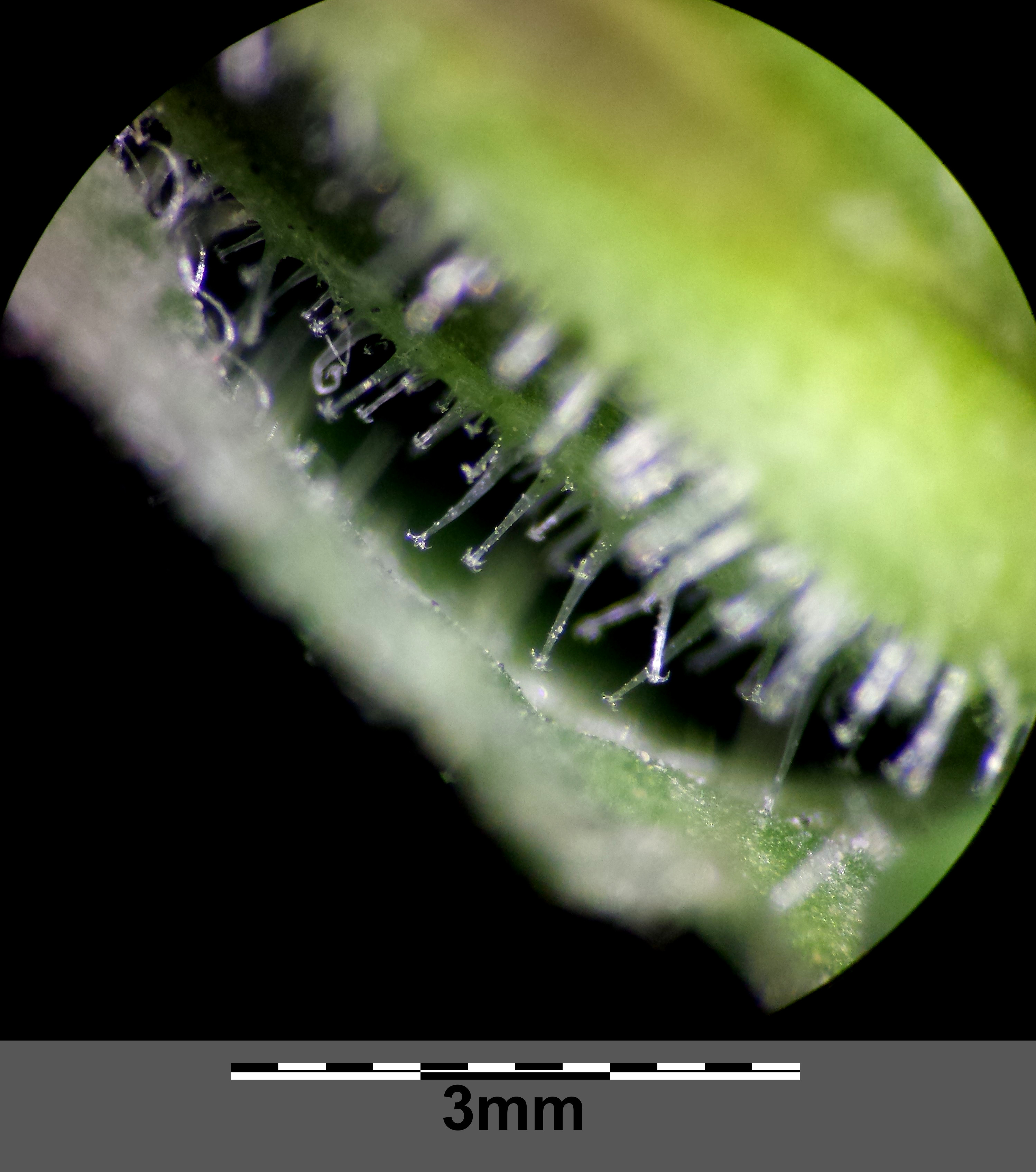
Die Korbhülle ist mit ankerförmigen Haaren besetzt.
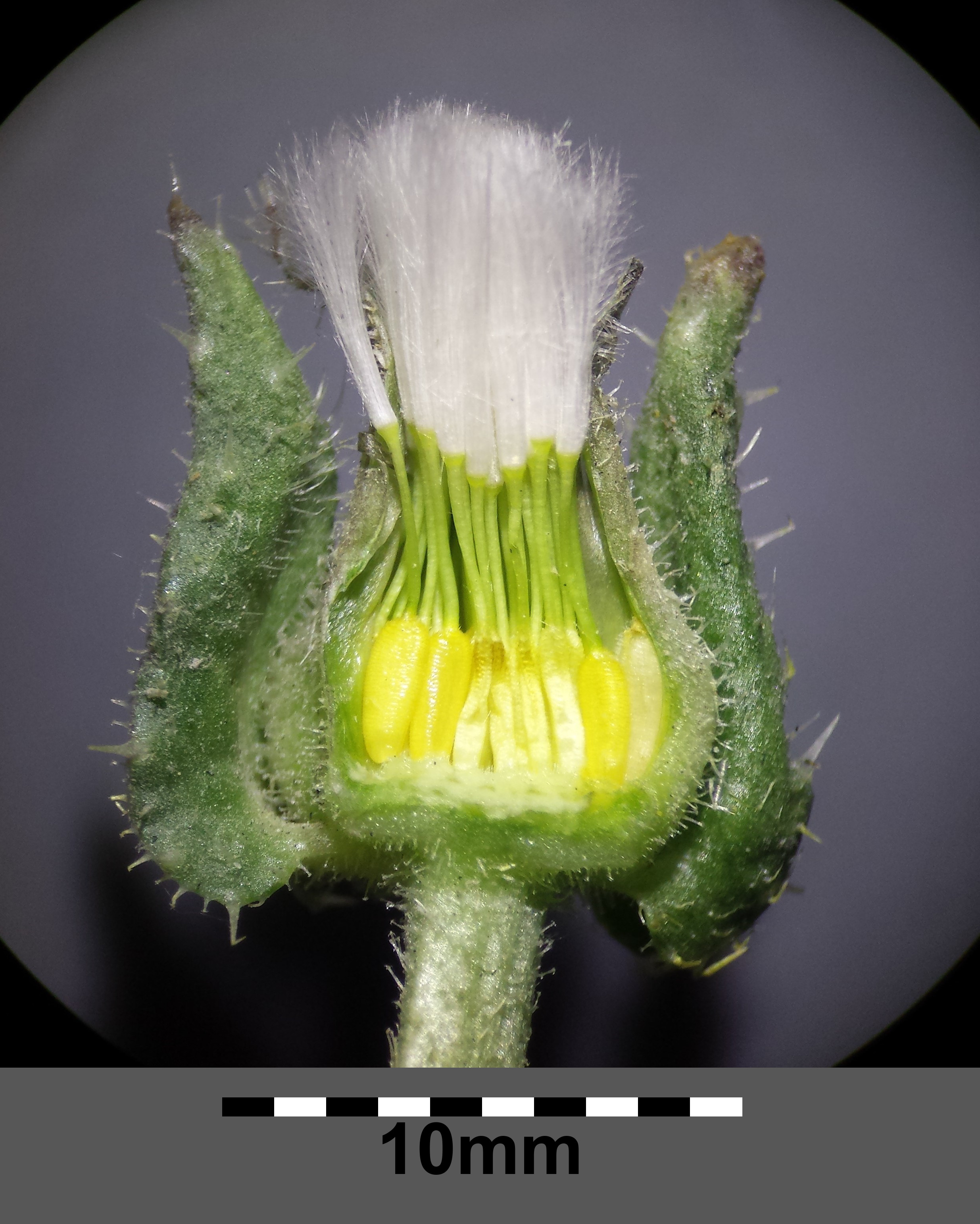
Aufgeschnittener Korb mit Achänen und Pappus
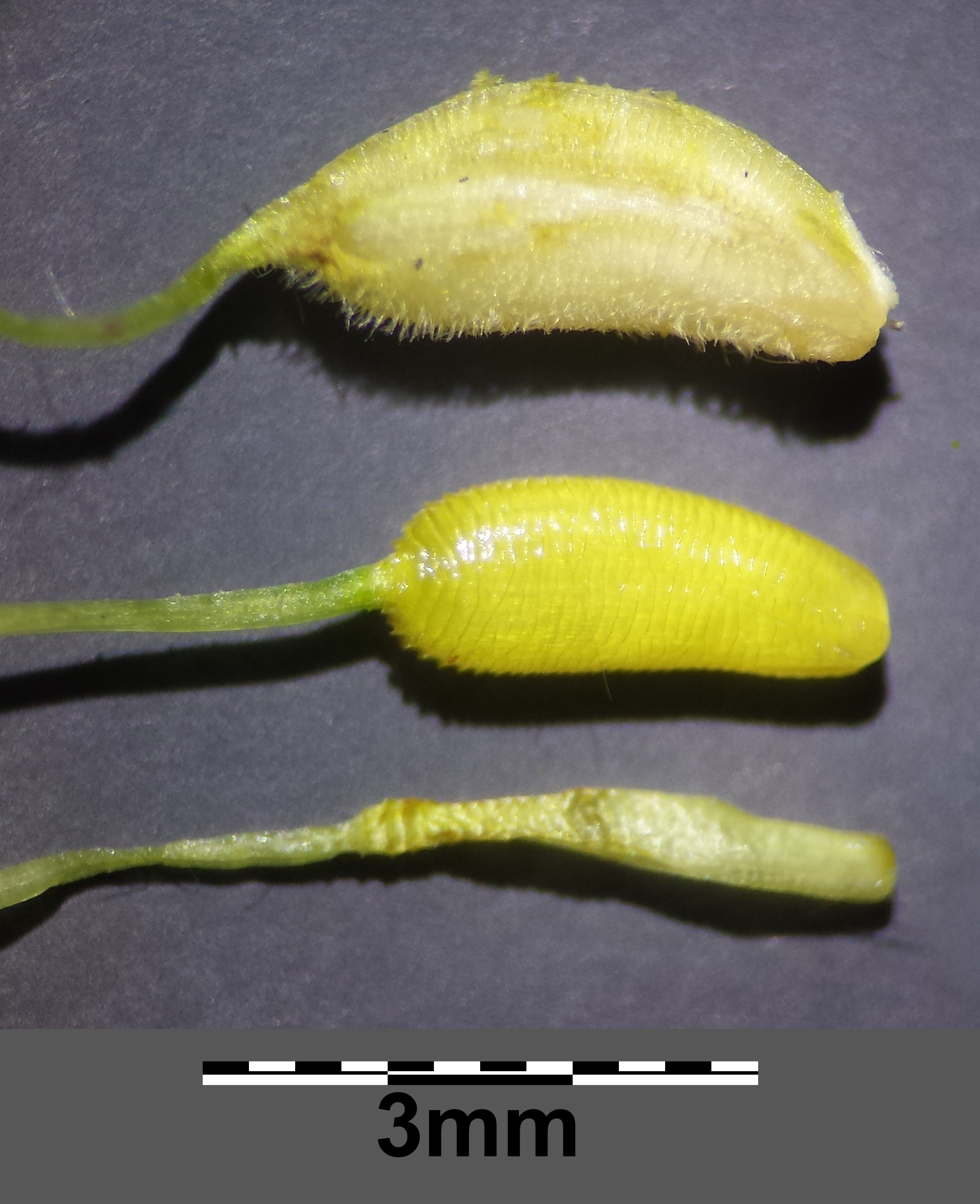
Die Früchte sind zweigestaltig: die inneren (unten) sind sehr klein, die randlichen (oben) größer, gekrümmt und mit behaarter Bauchseite.

## Heilpflanze
Wurmlattich kann zum Aromatisieren von Suppen oder Essig verwendet werden.
Der Wurmlattich wurde früher häufig als Mittel gegen Wurmbefall (Name) angebaut. Teilweise findet man diese Praxis auch noch im mediterranen Raum, wobei dieser Lattich auch als Wildgemüse verzehrt wird.